# Водонапорная башня (Мёльн)
Водонапорная башня Мёльна (нем. Wasserturm Mölln) — архитектурное сооружение в неороманском стиле, построенное в 1911—1913 годах по проекту архитектора Ханса Рихтера в городе Мёльн. Находится на холме Клюшенберг над курортным парком к югу от центра города. Памятник культуры с 1987 года.

## Сооружение
Водонапорная башня представляет собой кирпичное здание цилиндрической формы со слегка выступающим верхним уровнем для резервуара. Нижний уровень башни немного шире остальной части шахты и отделен от верхних уровней зубчатыми выступами стен. С северной стороны здания находится входной портал, обрамленный натуральными каменными блоками и колоннами. Несколько удлиненных арочных окон структурируют кладку шахты и освещают её внутреннюю часть. Консоли со всех сторон ведут вверх в область восьмиугольной выступающей части для резервуара. Эта часть имеет кольцо полукруглых окон. Над выступающим уровнем башня снова сужается и возвращается к своей основной цилиндрической форме. Зубчатая окружность завершает башню наверху и образует парапет смотровой площадки. Сбоку было добавлено эркерное окно для лестницы, чтобы можно было пройти мимо резервуара. Сегодня посетители могут подняться на вершину башни к смотровой площадке всего по 186 ступеням. Высота водонапорной башни Мёлна составляет 36 метров; полезная высота при эксплуатации составляла 30,9 метра. Резервуар водонапорной башни объёмом в 223 кубических метров относился к типу «Чердачный».

## История эксплуатации
До XX века жители Мёльна получали питьевую воду из многочисленных децентрализованных колодцев. Качество воды было хорошим, поэтому решение об устройстве централизованного водоснабжения было принято достаточно поздно. Строительство гидротехнических сооружений с водонапорной башней началось в 1911 году по проекту берлинского инженера Ганса Риттера. Вода качалась из скважины глубиной 48 метров с помощью двух поршневых насосов на установку по её фильтрации и удалению железа. Чистая вода по водопроводным трубам поступала на водонапорную башню. В 1964 году город установил новый резервуар для чистой воды емкостью в 2500 кубических метров, однако водонапорная башня была выведена из эксплуатации только в 1981 году.
Городские коммунальные службы перестроили внутреннюю часть здания: был снят резервуар для воды и заменена лестница. После завершения работ в 1987 году башню стали использовать как смотровую площадку и место для проведения выставок. В том же году водонапорная башня Мёльна получила статус памятника культуры. В 1998, 2004, 2008, 2010 годах в здании проводились ремонтные работы. Поломка трубы в 2013 году привела к сильному поражению плесенью, из-за чего башню закрыли для посещений. На высоте 76 метров над уровнем моря с башни открывается панорамный вид на город Мёльн и его окрестности. Кроме смотровой площадки, в здании открыта экспозиция, посвященная местной флоре, фауне и истории.